# Mary Calcaño
María Asunción Calcaño Ruiz, geralmente conhecida como Maria Calcaño ou pelo seu nome de casada - Maria Keeler (1906-1992), foi a primeira mulher venezuelana a ter uma licença de pilotagem. Ela recebeu a licença Nº 73,550 da Autoridade Aeronáutica Civil dos Estados Unidos no dia 13 de novembro de 1939, após receber treino e instrução no Roosevelt Field, Long Island. Pouco tempo depois, a 6 de dezembro, ela recebeu a licença de pilotagem venezuelana.